# Мишјак Мали
Мишјак Мали је мало ненасељено острво у хрватском делу Јадранског мора у шибенском архипелагу.
Налази се око 0,5 км источно од остврца Мишјак Вели и око 1,5 км Змајана. Површина острва износи 0,32 км². Дужина обалске линије је 2,45 км.. Највиши врх на острву је висок 36 метара.